# Route de l'érable
 (décembre 2013).
Si vous disposez d'ouvrages ou d'articles de référence ou si vous connaissez des sites web de qualité traitant du thème abordé ici, merci de compléter l'article en donnant les références utiles à sa vérifiabilité et en les liant à la section « Notes et références ».
La Route de l’érable est une route touristique qui traverse 17 régions touristiques au Québec. Elle a été créée par la Fédération des producteurs acéricoles du Québec (FPAQ)  dans le but de mettre en valeur les produits et usages de l’eau d’érable.  Le sirop d’érable fait partie des traditions du Québec et continue d’évoluer dans la gastronomie québécoise.  Cette route présente des artisans du Québec qui utilisent, fabriquent ou font l’interprétation des produits d’érable.  Chaque année, un nouveau guide est produit pour présenter des établissements ouverts toute l’année où des produits de l’érable sont disponibles.
La Route de l’érable parcourt plusieurs régions touristiques du Québec. Un logo identifie la route touristique dans les différents établissements accrédités : hôtels, auberges, restaurants, pâtisseries, traiteurs, boulangeries, saucisserie, maisons de thé, bistros, chocolateries, boucherie, épiceries, boutiques et microbrasserie.

## Historique
La Route de l’érable a été présentée en mars 2007 pour la première fois par La Fédération des producteurs acéricoles du Québec (FPAQ). Les objectifs sont de faire profiter les touristes et les Québécois d’endroits où consommer les différents produits de l’érable toute l’année et de faire découvrir aux amateurs tout le potentiel culinaire et gustatif des produits de l’érable.  En 2007, il y avait une trentaine d’établissements accrédités par la route provenant de six régions touristiques du Québec : Montréal, Québec, Charlevoix, les Laurentides, la Montérégie et le Bas-Saint-Laurent.
L’accréditation repose sur une liste de critères bien précis et permet l’utilisation de la marque « Créatifs de l’érable ».  Pour être accrédités, les établissements doivent faire preuve d’originalité, de créativité et de savoir-faire dans leur utilisation des produits de l’érable.  De grands chefs cuisiniers, mais aussi des charcutiers, des pâtissiers et autres représentants de la culture gastronomique du Québec se retrouvent parmi les premiers « créatifs de l’érable ».
En 2008, il y avait 80 « Créatifs de l’érable » provenant de 20 régions touristiques du Québec. Depuis 2010, il y a 100 « Créatifs de l’érable » à travers le Québec.

## Localisation
La Route de l’érable est présente dans les 17 régions touristiques du Québec suivantes :
- Abitibi-Témiscamingue : 3 établissements
- Bas-St-Laurent : 3 établissements
- Cantons-de-l’Est : 5 établissements
- Centre-du-Québec : 3 établissements
- Charlevoix : 4 établissements
- Chaudière-Appalaches : 6 établissements
- Gaspésie : 2 établissements
- Îles-de-la-Madeleine : 1 établissement
- Lanaudière : 4 établissements
- Laurentides : 5 établissements
- Laval : 3 établissements
- Mauricie : 3 établissements
- Montérégie : 16 établissements
- Montréal : 25 établissements
- Outaouais : 2 établissements
- Québec : 12 établissements
- Saguenay-Lac-St-Jean : 3 établissements